# Porto Novo (Cariacica)
Porto Novo é um bairro localizado na região 1 do município de Cariacica, Espírito Santo, Brasil.